# Gornje Dobravice
Gornje Dobravice – wieś w Słowenii, w gminie Metlika. W 2018 roku liczyła 32 mieszkańców.